# Jonathan Osorio
Jonathan Osorio (ur. 12 czerwca 1992 w Toronto) – kanadyjski piłkarz kolumbijskiego pochodzenia, grający na pozycji środkowego pomocnika. Od 2013 jest zawodnikiem klubu Toronto FC.

## Kariera klubowa
Swoją karierę piłkarską Osorio rozpoczął w akademii piłkarskiej Toronto FC. W 2012 roku został zawodnikiem SC Toronto. Przez rok grał w nim w Canadian Soccer League. W 2013 roku stał się piłkarzem pierwszego zespołu Toronto FC. 9 marca 2013 zadebiutował w Major League Soccer w wygranym 2:1 domowym meczu ze Sportingiem Kansas City.
| Sezon | Klub       | Kraj   | Rozgrywki | Mecze | Bramki |
| ----- | ---------- | ------ | --------- | ----- | ------ |
| 2012  | SC Toronto | Kanada | CSL       | 17    | 11     |
| 2013  | Toronto FC | Kanada | MLS       | 28    | 5      |
| 2014  | Toronto FC | Kanada | MLS       | 27    | 3      |
| 2015  | Toronto FC | Kanada | MLS       | 29    | 1      |
| 2016  | Toronto FC | Kanada | MLS       | 30    | 2      |

## Kariera reprezentacyjna
W reprezentacji Kanady Osorio zadebiutował 29 maja 2013 roku w przegranym 0:1 towarzyskim meczu z Kostaryką, rozegranym w Edmonton. W tym samym roku został powołany do kadry na Złoty Puchar CONCACAF 2013.